# خرده‌فروشی موقت

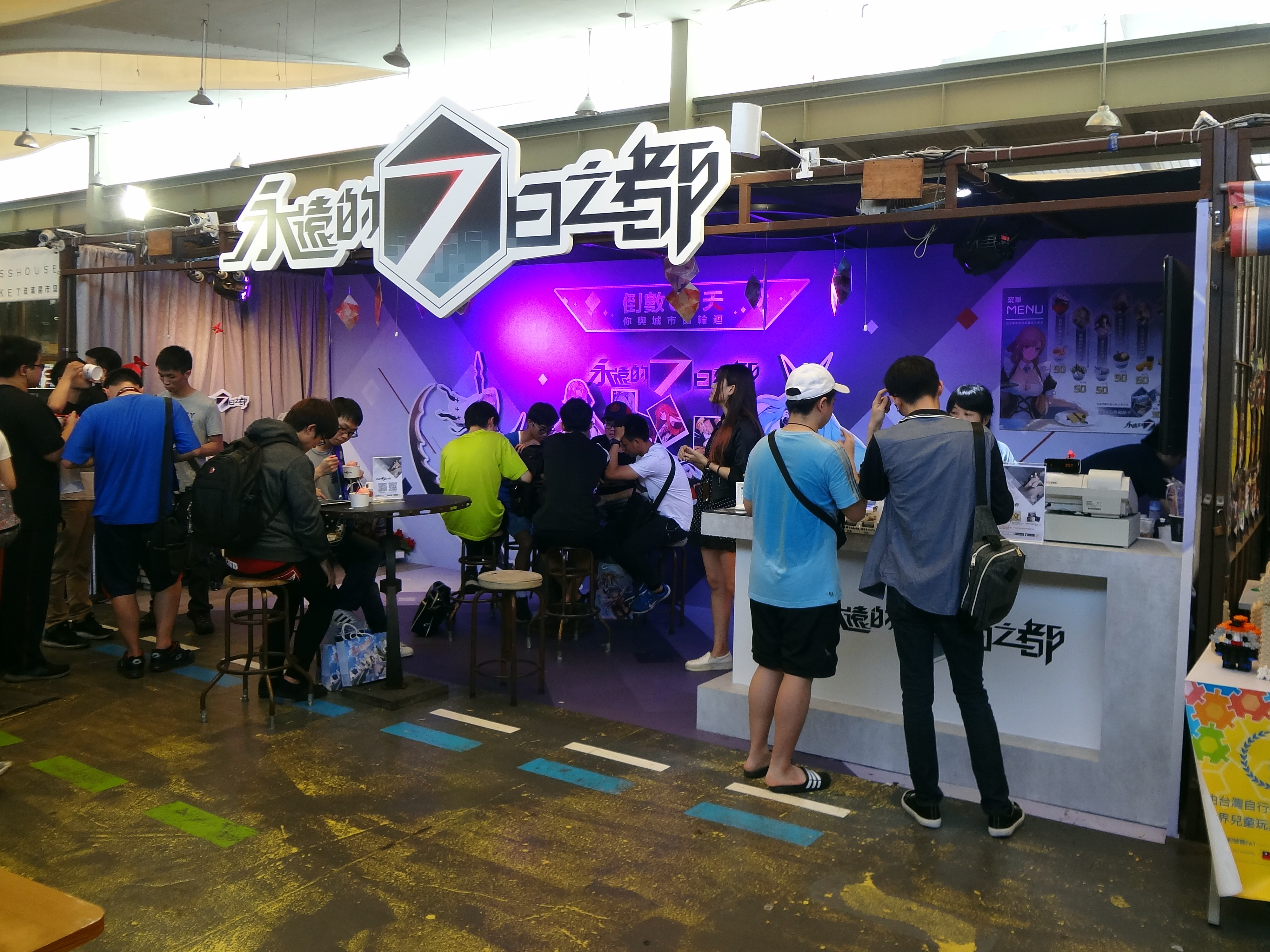
خرده فروشی موقت

خرده فروشی موقت (با عناوین Pop-up shop یا Pop-up store، Flash retailing یا Pop-up retail، فروشگاه موقت یا نمایشگاه موقت نیز شناخته می‌شود) نوعی فروشگاه است که در کشورهای آمریکا، کانادا، انگلیس و استرالیا در انواع مختلفی دیده می‌شود.

## ویژگی‌ها
- مدت زمان فعالیت: معمولاً ۱ روز تا ۳ ماه است.
- مکان: پرترددترین نقاط شهر در نظر گرفته می‌شود.
- اجاره بها: ارزان‌تر از فروش‌گاه سنتی است.
- نحوه‌ی پرداخت اجاره بها: پیش‌پرداخت می‌گردد.

## دلیل به‌کارگیری
- فروش حضوری (دیداری) محصولات، حضور فیزیکی در ایام تعطیل و کمپین‌ها، معرفی محصولات جدید، تغییر موقت محل انبار، ارزیابی ایده یا ارزیابی یک مکان جغرافیایی خاص.

## تاریخچه
در اوایل دهه ۹۰، در حومه شهرهایی مانند توکیو، لندن، لس‌آنجلس و نیویورک، برای ارائه کالاهای هنری، مد، تجهیزات و حتی مواد غذایی ایجاد شد. محصولات عرضه شده معمولاً انحصاری است و تنها در آن فروشگاه عرضه می‌گردد.